# Hemandradenia chevalieri
Hemandradenia chevalieri är en tvåhjärtbladig växtart som beskrevs av Otto Stapf. Hemandradenia chevalieri ingår i släktet Hemandradenia och familjen Connaraceae. Inga underarter finns listade i Catalogue of Life.